# Szczaniec
Szczaniec [pronunciación en polaco: /ˈʂt͡ʂanɲet͡s/] (en alemán: Stentsch) es un pueblo en el Distrito de Świebodzin, Voivodato de Lubusz, en Polonia occidental. Es la sede del gmina (distrito administrativo) llamado Gmina Szczaniec. Se encuentra aproximadamente 11 kilómetros al este de Świebodzin, 39 kilómetros al norte de Zielona Góra, y 60 kilómetros al sudeste de Gorzów Wielkopolski.
El pueblo tiene una población de 1,473 habitantes.